# Ludwig Küng
Ludwig Küng (nacido el 17 de septiembre de 1965) es un luchador suizo Luchador. Compitió en los Juegos Olímpicos de Seúl 1988 y los Juegos Olímpicos de Barcelona 1992.